# (178226) Rebeccalouise
(178226) Rebeccalouise est un astéroïde de la ceinture principale.

## Description
(178226) Rebeccalouise est un astéroïde de la ceinture principale. Il fut découvert le 9 novembre 2006 à l'observatoire d'Apache Point par le programme Sloan Digital Sky Survey. Il présente une orbite caractérisée par un demi-grand axe de 2,42 UA, une excentricité de 0,12 et une inclinaison de 2,2° par rapport à l'écliptique.

## Compléments